# Courgeoût
Courgeoût ist eine französische Gemeinde mit 460 Einwohnern (Stand: 1. Januar 2022) im Département Orne in der Region Normandie; sie gehört zum Arrondissement Mortagne-au-Perche und zum Kanton Mortagne-au-Perche. Die Einwohner werden Courgeoûtiens genannt.

## Geographie
Die Gemeinde Courgeoût liegt in der Hügellandschaft und historischen Grafschaft Perche, drei Kilometer südwestlich von Mortagne-au-Perche und etwa 32 Kilometer ostnordöstlich von Alençon. Umgeben wird Courgeoût von den Nachbargemeinden Bazoches-sur-Hoëne im Norden, Saint-Hilaire-le-Châtel im Nordosten, Saint-Langis-lès-Mortagne im Osten, Parfondeval im Süden, Coulimer im Süden und Südwesten sowie La Mesnière und Boëcé im Westen. Durch den Norden der Gemeinde führt die Route nationale 12.

## Bevölkerungsentwicklung
| Jahr                       | 1962 | 1968 | 1975 | 1982 | 1990 | 1999 | 2006 | 2013 | 2021 |
| -------------------------- | ---- | ---- | ---- | ---- | ---- | ---- | ---- | ---- | ---- |
| Einwohner                  | 425  | 373  | 314  | 309  | 368  | 451  | 453  | 459  | 463  |
| Quellen: Cassini und INSEE |      |      |      |      |      |      |      |      |      |

## Sehenswürdigkeiten
- Kirche Saint-Lomer aus dem 17. Jahrhundert
- Herrenhaus La Grossinière mit Kapelle aus dem 17. Jahrhundert, Monument historique seit 2005
- Herrenhaus Le Jarossay aus dem 16. Jahrhundert, seit 1998 Monument historique
- Schloss Couplehaut aus dem 17. Jahrhundert

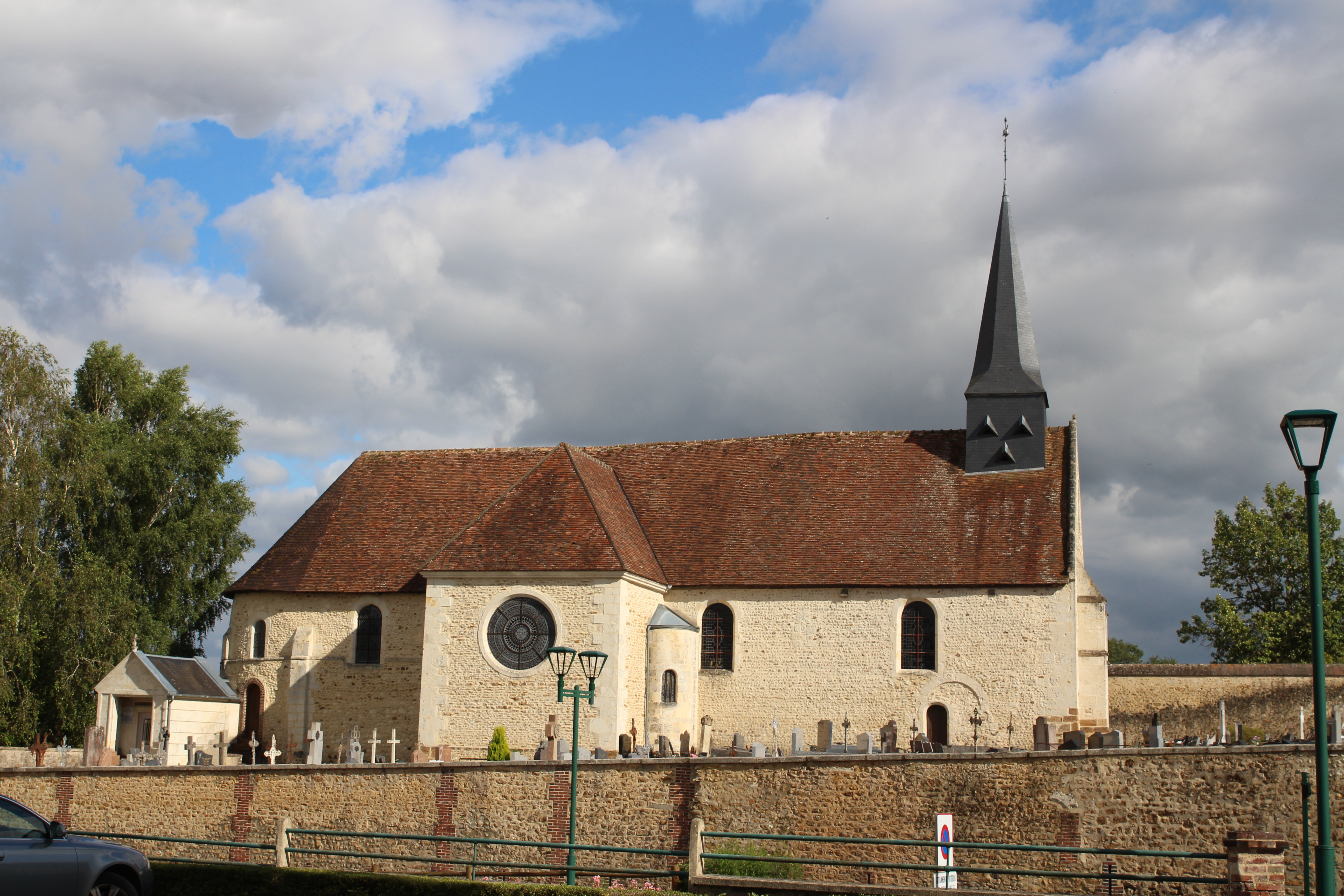
Kirche Saint-Lomer
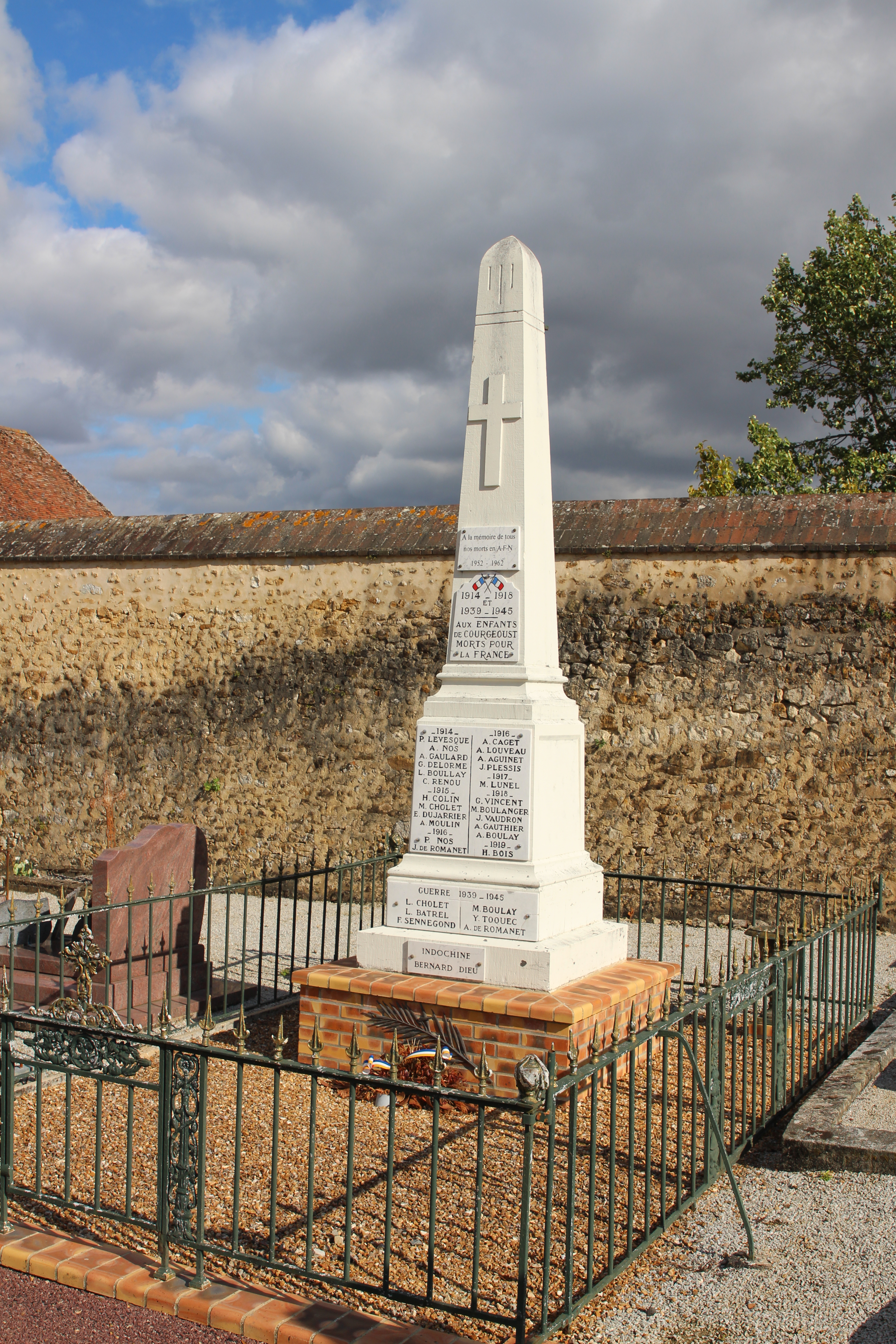
Gefallenendenkmal